# Gnadenerlass nach dem Polenfeldzug
Am 4. Oktober 1939 erging der geheime Gnadenerlass nach dem Polenfeldzug durch Adolf Hitler. In Absprache mit Wilhelm Keitel für das Oberkommando der Wehrmacht (OKW) und Roland Freisler für das Reichsjustizministerium wurden deutsche Straftaten in Polen kurz nach dem Überfall auf Polen völkerrechtswidrig amnestiert.

## Erlass
Nach erfolgten Kriegsverbrechen auf polnischem Gebiet an Zivilisten und Kriegsgefangenen leitete die Wehrmachtsjustiz Verfahren gegen Angehörige der Wehrmacht, der SS und des volksdeutschen Selbstschutzes ein. Durch geheimen Erlass vom 4. Oktober wurde die Strafverfolgung eingestellt und bereits ergangene Urteile mit folgendem Wortlaut aufgehoben:
1. Taten, die in der Zeit vom 1. September 1939 bis zum heutigen Tage in den besetzten polnischen Gebieten aus Erbitterung wegen der von den Polen verübten Gräuel begangen worden sind, werden strafgerichtlich nicht verfolgt.
2. Anhängige Strafverfahren wegen solcher Straftaten sind eingestellt.
3. Rechtskräftig erkannte Strafen sind erlassen; der Erlass erstreckt sich auch auf Nebenstrafen und gesetzliche Nebenfolgen.[1]

Die unter Punkt 1 gewählte vage Formulierung ließ sich auf sämtliche im Laufe des September auf polnischem Boden verübten deutschen Übergriffe anwenden.
Die Amnestie wurde durch eine Auslegungsrichtlinie des Oberbefehlshabers des Heeres, Walther von Brauchitsch, vom 7. Oktober 1939 eingeschränkt, da Straftaten, die aus Eigennutz, wie Plünderung, Raub, Betrug und Diebstahl, oder aus Eigensucht, wie Vergewaltigung, begangen worden waren, weiterhin verfolgt werden sollten, um Disziplinlosigkeit in der Truppe zu unterbinden.

## Wertung
Der Historiker Andreas Toppe sieht wegen der einseitigen Einstellung der durch Art. 1 des IV Haager Abkommens vorgeschriebenen Strafverfolgung von Kriegsverbrechen den Gnadenerlass als einen Vorläufer des Kriegsgerichtsbarkeitserlasses vom 13. Mai 1941 an.